# UEFA Europa League 2016–17
UEFA Europa League 2016–17 là giải đấu cao thứ nhì lần thứ 46 cho các câu lạc bộ châu Âu do UEFA tổ chức, và là mùa giải thứ tám kể từ khi UEFA Cup được đổi tên thành UEFA Europa League.
Trận chung kết của mùa giải sẽ được tổ chức tại Friends Arena ở Solna, Thụy Điển.
Đội vô địch UEFA Europa League 2016–17 sẽ giành quyền tham dự UEFA Champions League 2017-18 và thi đấu trận tranh UEFA Super Cup 2017 với nhà vô địch UEFA Champions League 2016-17.
Sevilla là nhà đương kim vô địch nhưng không thể bảo vệ được chức vô địch vì đã tham dự vòng đấu loại trực tiếp UEFA Champions League 2016-17.

## Phân bổ đội bóng tham dự
Có tất cả 188 đội tham dự mùa giải 2016-17 đến từ 54 trên tổng số 55 thành viên của hiệp hội bóng đá quốc gia của UEFA. Số đội bóng được tham dự ở mỗi quốc gia được dựa vào bảng tính điểm của UEFA:
- Hiệp hội xếp từ vị trí 1-51 có 3 đội tham dự
- Hiệp hội xếp từ vị trí 52-54 có 2 đội tham dự
- Hiệp hội xếp từ vị trí 52-53 có 2 đội tham dự
- Liechtenstein và Gibraltar chỉ có 1 đội tham dự
- Ban chấp hành UEFA đã được phê duyệt trong tháng 12 năm 2014 thay đổi để những thưởng giải phong cách (Fair play), và bắt đầu từ mùa giải 2016-17, top 3 đội giải phong cách (Fair play) đã không còn được phân bổ cho Europa League.
- Hơn nữa, những đội bị loại ở vòng loại thứ ba của UEFA Champions League sẽ xuống chơi vòng loại trực tiếp, còn những đội bị loại ở vòng cuối cùng xuống chơi vòng bảng.

### Xếp hạng
Dựa vào bảng xếp hạng sẽ quyết định số đội bóng mỗi hiệp hội được tham gia.
| Xếp hạng | Hiệp hội    | Điểm   | Số đội tham dự | Ghi chú |
| -------- | ----------- | ------ | -------------- | ------- |
| 1        | Tây Ban Nha | 99,999 | 3              |         |
| 2        | Anh         | 80,391 | 3              |         |
| 3        | Đức         | 79,415 | 3              |         |
| 4        | Ý           | 59.981 | 3              |         |
| 5        | Bồ Đào Nha  | 55.346 | 3              |         |
| 6        | Pháp        | 54.178 | 3              |         |
| 7        | Nga         | 47.832 | 3              |         |
| 8        | Hà Lan      | 45.515 | 3              |         |
| 9        | Ukraina     | 45.133 | 3              |         |
| 10       | Hy Lạp      | 37.100 | 3              | +1(UCL) |
| 11       | Thổ Nhĩ Kỳ  | 34.050 | 3              |         |
| 12       | Bỉ          | 32.400 | 3              | +1(UCL) |
| 13       | Đan Mạch    | 27.525 | 3              | +1(UCL) |
| 14       | Thụy Sĩ     | 26.800 | 3              | +1(UCL) |
| 15       | Áo          | 26.325 | 3              | +1(UCL) |
| 16       | Síp         | 25.499 | 3              | +1(UCL) |
| 17       | Israel      | 22.000 | 3              | +1(UCL) |
| 18       | Scotland    | 21.141 | 3              |         |
| 19       | CH Séc      | 20.350 | 3              |         |

| Xếp hạng | Hiệp hội             | Điểm   | Số đội tham dự | Ghi chú        |
| -------- | -------------------- | ------ | -------------- | -------------- |
| 20       | Ba Lan               | 19.916 | 3              |                |
| 21       | Croatia              | 18.874 | 3              |                |
| 22       | România              | 18.824 | 3              |                |
| 23       | Belarus              | 18.208 | 3              |                |
| 24       | Thụy Điển            | 15.900 | 3              | +1(FP) +1(UCL) |
| 25       | Slovakia             | 14.874 | 3              |                |
| 26       | Na Uy                | 14.675 | 3              | +1(FP) +1(UCL) |
| 27       | Serbia               | 14.250 | 3              | +1(UCL)        |
| 28       | Bulgaria             | 14.250 | 3              |                |
| 29       | Hungary              | 9.750  | 3              |                |
| 30       | Phần Lan             | 9.133  | 3              | +1(FP)         |
| 31       | Gruzia               | 8.666  | 3              | +1(UCL)        |
| 32       | Bosna và Hercegovina | 8.416  | 3              |                |
| 33       | Cộng hòa Ireland     | 7.375  | 3              |                |
| 34       | Slovenia             | 7.124  | 3              |                |
| 35       | Litva                | 6.875  | 3              |                |
| 36       | Moldova              | 6.749  | 3              | +1(UCL)        |

| Xếp hạng | Hiệp hội       | Điểm  | Số đội tham dự | Ghi chú |
| -------- | -------------- | ----- | -------------- | ------- |
| 37       | Azerbaijan     | 6.207 | 3              |         |
| 38       | Latvia         | 5.874 | 3              |         |
| 39       | Macedonia      | 5.666 | 3              |         |
| 40       | Kazakhstan     | 5.333 | 3              |         |
| 41       | Iceland        | 5.332 | 3              | +1(UCL) |
| 42       | Montenegro     | 4.375 | 3              |         |
| 43       | Liechtenstein  | 4.000 | 1              |         |
| 44       | Albania        | 3.916 | 3              | +1(UCL) |
| 45       | Malta          | 3.083 | 3              |         |
| 46       | Wales          | 2.749 | 3              |         |
| 47       | Estonia        | 2.666 | 3              | +1(UCL) |
| 48       | Bắc Ireland    | 2.583 | 3              |         |
| 49       | Luxembourg     | 2.333 | 3              |         |
| 50       | Armenia        | 2.208 | 3              |         |
| 51       | Quần đảo Faroe | 1.416 | 3              |         |
| 52       | Andorra        | 1.000 | 2              |         |
| 53       | San Marino     | 0.916 | 2              |         |
| 54       | Gibraltar      | 0.250 | 1              |         |

Chú thích:
- UCL: Thêm đội từ UEFA Champions League
- EC: Thêm đội từ UEFA Europa League

### Các đội bóng
Ký hiệu trong dấu ngoặc đơn ở bảng dưới đây cho biết cách thức đội bóng tham dự UEFA Europa League:
- CW: Vô địch giải đấu Cúp
- 2nd, 3rd, 4th, 5th, 6th, etc.: Vị trí trong bảng xếp hạng
- LC: Vô địch League Cup
- RW: Nhà vô địch giải đấu
- PW: Chiến thắng vòng đấu loại trực tiếp
- CL: Chuyển xuống từ Champions League
  - GS: Đứng thứ ba từ tốt nhất vòng bảng
  - PO: Thất bại ở vòng đấu loại trực tiếp
  - Q3: Thất bại ở vòng đấu sơ loại

| Vòng 32                      | Vòng 32                          | Vòng 32                             | Vòng 32                            |
| ---------------------------- | -------------------------------- | ----------------------------------- | ---------------------------------- |
| Ludogorets Razgrad (CL GS)   | Borussia Mönchengladbach (CL GS) | Tottenham Hotspur (CL GS)           | Copenhagen (CL GS)                 |
| Beşiktaş (CL GS)             | Rostov (CL GS)                   | Legia Warsaw (CL GS)                | Lyon (CL GS)                       |
| Vòng bảng                    |                                  |                                     |                                    |
| Athletic Bilbao (5th)        | Fiorentina (5th)                 | Zürich (CW)                         | Steaua București (CL PO)           |
| Celta Vigo (6th)             | Braga (CW)                       | Konyaspor (3rd)[Note TUR]           | Roma (CL PO)                       |
| Manchester United (CW)       | Nice (4th)                       | Viktoria Plzeň (CL PO)              | Ajax (CL PO)                       |
| Southampton (6th)            | Zenit Saint Petersburg (CW)      | Hapoel Be'er Sheva (CL PO)          | Young Boys (CL PO)                 |
| Schalke 04 (5th)             | Zorya Luhansk (4th)[Note UKR]    | APOEL (CL PO)                       | Villarreal (CL PO)                 |
| Mainz 05 (6th)               | Feyenoord (CW)                   | Dundalk (CL PO)                     |                                    |
| Internazionale (4th)         | Standard Liège (CW)              | Red Bull Salzburg (CL PO)           |                                    |
| Vòng đấu loại trực tiếp      |                                  |                                     |                                    |
| Rosenborg (CL Q3)            | Trenčín (CL Q3)                  | Red Star Belgrade (CL Q3)           | Shakhtar Donetsk (CL Q3)           |
| Dinamo Tbilisi (CL Q3)       | Qarabağ (CL Q3)                  | Partizani Tirana (CL Q3)            | Anderlecht (CL Q3)                 |
| Olympiacos (CL Q3)           | Astra Giurgiu (CL Q3)            | PAOK (CL Q3)                        | Fenerbahçe (CL Q3)                 |
| Astana (CL Q3)               | BATE Borisov (CL Q3)             | Sparta Prague (CL Q3)               |                                    |
| Vòng loại 3                  |                                  |                                     |                                    |
| West Ham United (7th)        | Krasnodar (4th)                  | Luzern (3rd)                        | Viitorul Constanța (5th)[Note ROU] |
| Hertha BSC (7th)             | Spartak Moscow (5th)             | İstanbul Başakşehir (4th)[Note TUR] | Rapid Wien (2nd)                   |
| Sassuolo (6th)               | Vorskla Poltava (5th)            | AEK Athens (CW)                     | Rijeka (2nd)                       |
| Arouca (5th)                 | FC Oleksandriya (6th)[Note UKR]  | Panathinaikos (3rd)                 | Apollon Limassol (CW)              |
| Rio Ave (6th)                | AZ (4th)                         | Mladá Boleslav (CW)                 |                                    |
| Lille (5th)                  | Heracles Almelo (PW)             | Slovan Liberec (3rd)                |                                    |
| Saint-Étienne (6th)          | Gent (3rd)                       | Pandurii Târgu Jiu (3rd)            |                                    |
| Vòng loại 2                  |                                  |                                     |                                    |
| Genk (PW)                    | CSMS Iași (7th)[Note ROU]        | Torpedo-BelAZ Zhodino (CW)          | Strømsgodset (2nd)                 |
| Grasshopper (4th)            | Austria Wien (3rd)               | SønderjyskE (2nd)                   | Partizan (CW)                      |
| Osmanlıspor (5th)[Note TUR]  | Hajduk Split (3rd)               | Hibernian (CW)                      | Maribor (CW)                       |
| PAS Giannina (6th)[Note GRE] | Piast Gliwice (2nd)              | BK Häcken (CW)                      |                                    |
| Slavia Prague (5th)          | Maccabi Haifa (CW)               | Levski Sofia (2nd)[Note BUL]        |                                    |
| Vòng loại 1                  |                                  |                                     |                                    |
| Admira Wacker Mödling (4th)  | Gabala (3rd)                     | Radnik Bijeljina (CW)               | Sūduva Marijampolė (4th)           |
| Lokomotiva (4th)             | Kapaz (5th)[Note AZE]            | Sloboda Tuzla (2nd)                 | Jelgava (CW)                       |
| AEK Larnaca (2nd)            | Neftçi Baku (6th)[Note AZE]      | Široki Brijeg (3rd)                 | Ventspils (3rd)                    |
| Omonia (4th)                 | Slovan Bratislava (2nd)          | Vaduz (CW)                          | Spartaks Jūrmala (5th)[Note LVA]   |
| Zagłębie Lubin (3rd)         | Spartak Myjava (3rd)             | Shkëndija (CW)                      | Hibernians (2nd)                   |
| Cracovia (4th)               | Spartak Trnava (4th)             | Sileks (3rd)                        | Birkirkara (3rd)                   |
| Maccabi Tel Aviv (2nd)       | Videoton (2nd)                   | Rabotnički (4th)                    | Balzan (4th)[Note MLT]             |
| Beitar Jerusalem (3rd)       | Debrecen (3rd)                   | Cork City (2nd)                     | Levadia Tallinn (2nd)              |
| Dinamo Minsk (2nd)           | MTK Budapest (4th)               | Shamrock Rovers (3rd)               | Nõmme Kalju (3rd)                  |
| Shakhtyor Soligorsk (3rd)    | Kairat (CW)                      | St Patrick's Athletic (4th)         | Infonet Tallinn (4th)              |
| Midtjylland (3rd)            | Aktobe (3rd)                     | Rudar Pljevlja (CW)                 | Víkingur Gøta (CW)                 |
| Brøndby (4th)                | Ordabasy (4th)                   | Budućnost Podgorica (2nd)           | NSÍ Runavík (2nd)                  |
| Aberdeen (2nd)               | Zaria Bălți (CW)                 | Bokelj (4th)                        | HB (4th)                           |
| Heart of Midlothian (3rd)    | Dacia Chișinău (2nd)             | Kukësi (CW)                         | Bala Town (2nd)                    |
| IFK Göteborg (2nd)           | Zimbru Chișinău (3rd)            | Partizani Tirana (2nd)[Note ALB]    | Llandudno (3rd)                    |
| AIK (3rd)                    | Samtredia (2nd)                  | Teuta Durrës (4th)                  | Connah's Quay Nomads (PW)          |
| Beroe Stara Zagora (3rd)     | Dila Gori (3rd)                  | Fola Esch (2nd)                     | Banants (CW)                       |
| Slavia Sofia (4th)[Note BUL] | Chikhura Sachkhere (4th)         | Differdange 03 (3rd)                | Shirak (2nd)                       |
| Stabæk (3rd)                 | IFK Mariehamn (CW)               | Jeunesse Esch (4th)                 | Pyunik (3rd)                       |
| Odd (4th)                    | RoPS (2nd)                       | Glenavon (CW)                       | UE Santa Coloma (CW)               |
| Čukarički (3rd)              | HJK (3rd)                        | Linfield (2nd)                      | Lusitanos (2nd)                    |
| Vojvodina (4th)              | Valur (CW)                       | Cliftonville (PW)                   | La Fiorita (CW)                    |
| Domžale (3rd)                | Breiðablik (2nd)                 | Trakai (2nd)                        | Folgore (3rd)                      |
| Gorica (4th)                 | KR (3rd)                         | Atlantas (3rd)                      | Europa FC (2nd)                    |

### Lễ bốc thăm
| Giai đoạn               | Vòng          | Ngày bốc thăm                | Lượt đi                                             | Lượt về                                             |
| ----------------------- | ------------- | ---------------------------- | --------------------------------------------------- | --------------------------------------------------- |
| Vòng loại               | Vòng loại 1   | 20 tháng 6 năm 2016          | 30 tháng 6 năm 2012                                 | 7 tháng 7 năm 2012                                  |
| Vòng loại               | Vòng loại 2   | 20 tháng 6 năm 2016          | 14 tháng 7 năm 2016                                 | 21 tháng 7 năm 2016                                 |
| Vòng loại               | Vòng loại 3   | 28 tháng 7 năm 2016          | 28 tháng 7 năm 2016                                 | 4 tháng 8 năm 2016                                  |
| Play-off                | Vòng Play-off | 5 tháng 8 năm 2016           | 18 tháng 8 năm 2016                                 | 25 tháng 8 năm 2016                                 |
| Vòng bảng               | Ngày đấu 1    | 26 tháng 8 năm 2016 (Monaco) | 15 tháng 9 năm 2016                                 | 15 tháng 9 năm 2016                                 |
| Vòng bảng               | Ngày đấu 2    | 26 tháng 8 năm 2016 (Monaco) | 29 tháng 9 năm 2016                                 | 29 tháng 9 năm 2016                                 |
| Vòng bảng               | Ngày đấu 3    | 26 tháng 8 năm 2016 (Monaco) | 20 tháng 10 năm 2016                                | 20 tháng 10 năm 2016                                |
| Vòng bảng               | Ngày đấu 4    | 26 tháng 8 năm 2016 (Monaco) | 3 tháng 11 năm 2016                                 | 3 tháng 11 năm 2016                                 |
| Vòng bảng               | Ngày đấu 5    | 26 tháng 8 năm 2016 (Monaco) | 24 tháng 11 năm 2016                                | 24 tháng 11 năm 2016                                |
| Vòng bảng               | Ngày đấu 6    | 26 tháng 8 năm 2016 (Monaco) | 8 tháng 12 năm 2016                                 | 8 tháng 12 năm 2016                                 |
| Vòng đấu loại trực tiếp | Vòng 32       | 12 tháng 12 năm 2012         | 16 tháng 2 năm 2017                                 | 23 tháng 2 năm 2017                                 |
| Vòng đấu loại trực tiếp | Vòng 16       | 12 tháng 12 năm 2012         | 9 tháng 3 năm 2017                                  | 16 tháng 3 năm 2017                                 |
| Vòng đấu loại trực tiếp | Tứ kết        | 17 tháng 3 năm 2017          | 13 tháng 4 năm 2017                                 | 20 tháng 4 năm 2017                                 |
| Vòng đấu loại trực tiếp | Bán kết       | 21 tháng 4 năm 2017          | 4 tháng 5 năm 2017                                  | 11 tháng 5 năm 2017                                 |
| Vòng đấu loại trực tiếp | Chung kết     | 21 tháng 4 năm 2017          | 24 tháng 5 năm 2017 tại sân vận động Friends, Solna | 24 tháng 5 năm 2017 tại sân vận động Friends, Solna |

Các trận đấu ở vòng loại, vòng play-off, và vòng đấu loại trực tiếp cũng có thể được chơi vào thứ ba hoặc thứ tư thay vì thứ năm thường do xung đột lịch trình.

## Vòng loại
Tại vòng loại và vòng play-off, các đội bóng sẽ được chọn làm đội hạt giống và đội không hạt giống dựa trên kết quả của hệ số UEFA năm 2016, và họ sẽ thi đấu theo thể thức hai lượt. Các đội bóng trong cùng một liên đoàn không gặp nhau.

### Vòng loại 1
Bốc thăm vòng loại 1 và vòng loại 2 vào ngày 20 tháng 6 năm 2016. Lượt trận thứ nhất được thi đấu vào các ngày 28 và 30 tháng 6 còn lượt trận thứ hai được thi đấu vào các ngày 5, 6 và 7 tháng 7 năm 2016.
| Đội 1                 | TTS         | Đội 2               | Lượt đi | Lượt về      |
| --------------------- | ----------- | ------------------- | ------- | ------------ |
| Midtjylland           | 2–0         | Sūduva Marijampolė  | 1–0     | 1–0          |
| Heart of Midlothian   | 6–3[A]      | Infonet Tallinn     | 2–1     | 4–2          |
| Connah's Quay Nomads  | 1–0[A]      | Stabæk              | 0–0     | 1–0          |
| Ventspils             | 4–0         | Víkingur Gøta       | 2–0     | 2–0          |
| Linfield              | 1–2         | Cork City           | 0–1     | 1–1          |
| Levadia Tallinn       | 3–1         | HB                  | 1–1     | 2–0          |
| Atlantas              | 1–3         | HJK                 | 0–2     | 1–1          |
| IFK Göteborg          | 7–1         | Llandudno           | 5–0     | 2–1          |
| St Patrick's Athletic | 2–2 (a)     | Jeunesse Esch       | 1–0     | 1–2          |
| KR                    | 8–1         | Glenavon            | 2–1     | 6–0          |
| Shamrock Rovers       | 1–3         | RoPS                | 0–2     | 1–1          |
| Valur                 | 1–10        | Brøndby             | 1–4     | 0–6          |
| Aberdeen              | 3–2         | Fola Esch           | 3–1     | 0–1          |
| Trakai                | 3–5[A]      | Nõmme Kalju         | 2–1     | 1–4          |
| Dinamo Minsk          | 4–1         | Spartaks Jūrmala    | 2–1     | 2–0          |
| Breiðablik            | 4–5         | Jelgava             | 2–3     | 2–2          |
| NSÍ Runavík           | 0–7         | Shakhtyor Soligorsk | 0–2     | 0–5          |
| AIK                   | 4–0         | Bala Town           | 2–0     | 2–0          |
| Differdange 03        | 1–3         | Cliftonville        | 1–1     | 0–2          |
| Odd                   | 3–1         | IFK Mariehamn       | 2–0     | 1–1          |
| Domžale               | 5–2         | Lusitanos           | 3–1     | 2–1          |
| Bokelj                | 1–6         | Vojvodina           | 1–1     | 0–5          |
| AEK Larnaca           | 6–1         | Folgore             | 3–0     | 3–1          |
| Dila Gori             | 1–1 (1–4 p) | Shirak              | 1–0     | 0–1 (s.h.p.) |
| Široki Brijeg         | 1–3         | Birkirkara          | 1–1     | 0–2          |
| Videoton              | 3–2         | Zaria Bălți         | 3–0     | 0–2          |
| UE Santa Coloma       | 2–7         | Lokomotiva          | 1–3     | 1–4          |
| Europa FC             | 3–2[A]      | Pyunik              | 2–0     | 1–2          |
| Čukarički             | 6–3         | Ordabasy            | 3–0     | 3–3          |
| Rabotnički            | 1–2         | Budućnost Podgorica | 1–1     | 0–1          |
| Zimbru Chișinău       | 3–3 (a)     | Chikhura Sachkhere  | 0–1     | 3–2          |
| Sloboda Tuzla         | 0–1         | Beitar Jerusalem    | 0–0     | 0–1          |
| Kukësi                | 2–1         | Rudar Pljevlja      | 1–1     | 1–0          |
| Balzan                | 2–3[A]      | Neftçi Baku         | 0–2     | 2–1          |
| Admira Wacker Mödling | 4–3         | Spartak Myjava      | 1–1     | 3–2          |
| Beroe Stara Zagora    | 2–0         | Radnik Bijeljina    | 0–0     | 2–0          |
| La Fiorita            | 0–7         | Debrecen            | 0–5     | 0–2          |
| Vaduz                 | 5–2         | Sileks              | 3–1     | 2–1          |
| Maccabi Tel Aviv      | 4–0         | Gorica              | 3–0     | 1–0          |
| Gabala                | 6–3         | Samtredia           | 5–1     | 1–2          |
| Teuta Durrës          | 0–6         | Kairat              | 0–1     | 0–5          |
| Spartak Trnava        | 6–0         | Hibernians          | 3–0     | 3–0          |
| Banants               | 1–5         | Omonia              | 0–1     | 1–4 (s.h.p.) |
| Shkëndija             | 4–1         | Cracovia            | 2–0     | 2–1          |
| Slavia Sofia          | 1–3         | Zagłębie Lubin      | 1–0     | 0–3          |
| Aktobe                | 1–3         | MTK Budapest        | 1–1     | 0–2          |
| Partizani Tirana      | w/o[B]      | Slovan Bratislava   | 0–0     | Huỷ bỏ       |
| Kapaz                 | 1–0         | Dacia Chișinău      | 0–0     | 1–0          |

Ghi chú
1. ^ a b c d e Thay đổi ngược lại với lễ bốc thăm.
2. ^ Partizani Tirana thay thế Skënderbeu Korçë ở vòng loại Vòng loại thứ hai UEFA Champions League 2016–17 và Slovan Bratislava được vào thẳng vòng loại thứ hai UEFA Europa League vì Skënderbeu Korçë đã bị UEFA loại khỏi giải đấu.[11]

### Vòng loại 2
Lượt trận thứ nhất được thi đấu vào ngày 14 tháng 7 còn lượt trận thứ hai được thi đấu vào các ngày 20 và 21 tháng 7 năm 2016.
| Đội 1                 | TTS            | Đội 2                 | Lượt đi | Lượt về      |
| --------------------- | -------------- | --------------------- | ------- | ------------ |
| Shirak                | 1–3            | Spartak Trnava        | 1–1     | 0–2          |
| Dinamo Minsk          | 2–1            | St Patrick's Athletic | 1–1     | 1–0          |
| Partizan              | 0–0 (3–4 p)    | Zagłębie Lubin        | 0–0     | 0–0 (s.h.p.) |
| Vojvodina             | 3–1            | Connah's Quay Nomads  | 1–0     | 2–1          |
| Maccabi Haifa         | 2–2 (3–5 p)[C] | Nõmme Kalju           | 1–1     | 1–1 (s.h.p.) |
| Hibernian             | 1–1 (3–5 p)    | Brøndby               | 0–1     | 1–0 (s.h.p.) |
| Shakhtyor Soligorsk   | 2–3            | Domžale               | 1–1     | 1–2          |
| Austria Wien          | 5–1            | Kukësi                | 1–0     | 4–1          |
| MTK Budapest          | 1–4            | Gabala                | 1–2     | 0–2          |
| Beroe Stara Zagora    | 1–2            | HJK                   | 1–1     | 0–1          |
| RoPS                  | 1–4            | Lokomotiva            | 1–1     | 0–3          |
| Neftçi Baku           | 0–1            | Shkëndija             | 0–0     | 0–1          |
| KR                    | 4–5[C]         | Grasshopper           | 3–3     | 1–2          |
| Midtjylland           | 5–2            | Vaduz                 | 3–0     | 2–2          |
| Zimbru Chișinău       | 2–7            | Osmanlıspor           | 2–2     | 0–5          |
| PAS Giannina          | 4–3            | Odd                   | 3–0     | 1–3 (s.h.p.) |
| Birkirkara            | 2–1            | Heart of Midlothian   | 0–0     | 2–1          |
| Maribor               | 1–1 (a)        | Levski Sofia          | 0–0     | 1–1          |
| Piast Gliwice         | 0–3            | IFK Göteborg          | 0–3     | 0–0          |
| Slovan Bratislava     | 0–3            | Jelgava               | 0–0     | 0–3          |
| Beitar Jerusalem      | 3–3 (a)        | Omonia                | 1–0     | 2–3          |
| Admira Wacker Mödling | 3–0            | Kapaz                 | 1–0     | 2–0          |
| Aberdeen              | 4–0            | Ventspils             | 3–0     | 1–0          |
| BK Häcken             | 1–2            | Cork City             | 1–1     | 0–1          |
| Kairat                | 2–3            | Maccabi Tel Aviv      | 1–1     | 1–2          |
| Debrecen              | 1–3            | Torpedo-BelAZ Zhodino | 1–2     | 0–1          |
| CSMS Iași             | 3–4            | Hajduk Split          | 2–2     | 1–2          |
| Videoton              | 3–1            | Čukarički             | 2–0     | 1–1          |
| Cliftonville          | 2–5            | AEK Larnaca           | 2–3     | 0–2          |
| AIK                   | 2–0            | Europa FC             | 1–0     | 1–0          |
| Levadia Tallinn       | 3–3 (a)        | Slavia Prague         | 3–1     | 0–2          |
| Genk                  | 2–2 (4–2 p)    | Budućnost Podgorica   | 2–0     | 0–2 (s.h.p.) |
| SønderjyskE           | 4–3            | Strømsgodset          | 2–1     | 2–2 (s.h.p.) |

Ghi chú
1. ^ a b Thứ tự trận đấu bị đảo ngược so với lễ bốc thăm.

### Vòng loại 3
Bốc thăm vòng loại 3 vào ngày 15 tháng 7 năm 2016. Lượt trận thứ nhất được thi đấu vào ngày 28 tháng 7 còn lượt trận thứ hai vào các ngày 3 và 4 tháng 8 năm 2016.
| Đội 1                 | TTS         | Đội 2              | Lượt đi | Lượt về      |
| --------------------- | ----------- | ------------------ | ------- | ------------ |
| Lokomotiva            | 3–2         | Vorskla Poltava    | 0–0     | 3–2          |
| Saint-Étienne         | 1–0         | AEK Athens         | 0–0     | 1–0          |
| AEK Larnaca           | 2–1         | Spartak Moscow     | 1–1     | 1–0          |
| Pandurii Târgu Jiu    | 2–5         | Maccabi Tel Aviv   | 1–3     | 1–2          |
| Vojvodina             | 3–1         | Dinamo Minsk       | 1–1     | 2–0          |
| Zagłębie Lubin        | 2–3         | SønderjyskE        | 1–2     | 1–1          |
| Luzern                | 1–4         | Sassuolo           | 1–1     | 0–3          |
| Slavia Prague         | 1–1 (a)     | Rio Ave            | 0–0     | 1–1          |
| Birkirkara            | 1–6         | Krasnodar          | 0–3     | 1–3          |
| AZ                    | 3–1         | PAS Giannina       | 1–0     | 2–1          |
| Jelgava               | 1–4         | Beitar Jerusalem   | 1–1     | 0–3          |
| Austria Wien          | 1–1 (5–4 p) | Spartak Trnava     | 0–1     | 1–0 (s.h.p.) |
| Panathinaikos         | 3–0[D]      | AIK                | 1–0     | 2–0          |
| Osmanlıspor           | 3–0         | Nõmme Kalju        | 1–0     | 2–0          |
| Aberdeen              | 1–2         | Maribor            | 1–1     | 0–1          |
| Lille                 | 1–2         | Gabala             | 1–1     | 0–1          |
| FC Oleksandriya       | 1–6         | Hajduk Split       | 0–3     | 1–3          |
| Hertha BSC            | 2–3         | Brøndby            | 1–0     | 1–3          |
| İstanbul Başakşehir   | 2–2 (a)     | Rijeka             | 0–0     | 2–2          |
| Heracles Almelo       | 1–1 (a)     | Arouca             | 1–1     | 0–0          |
| Torpedo-BelAZ Zhodino | 0–3         | Rapid Wien         | 0–0     | 0–3          |
| Genk                  | 3–1         | Cork City          | 1–0     | 2–1          |
| Shkëndija             | 2–1         | Mladá Boleslav     | 2–0     | 0–1          |
| Domžale               | 2–4[D]      | West Ham United    | 2–1     | 0–3          |
| Videoton              | 1–2         | Midtjylland        | 0–1     | 1–1 (s.h.p.) |
| IFK Göteborg          | 3–2         | HJK                | 1–2     | 2–0          |
| Admira Wacker Mödling | 1–4         | Slovan Liberec     | 1–2     | 0–2          |
| Gent                  | 5–0         | Viitorul Constanța | 5–0     | 0–0          |
| Grasshopper           | 5–4         | Apollon Limassol   | 2–1     | 3–3 (s.h.p.) |

Ghi chú
1. ^ a b Thứ tự trận đấu bị đảo ngược so với lễ bốc thăm.

## Vòng Play-off
Lễ bốc thăm được tổ chức vào ngày 5 tháng 8 năm 2016. Các trận lượt đi diễn ra vào các ngày 17 và 18 tháng 8 còn các trận lượt về diễn ra vào ngày 25 tháng 8 năm 2016.
| Đội 1               | TTS         | Đội 2             | Lượt đi | Lượt về      |
| ------------------- | ----------- | ----------------- | ------- | ------------ |
| Astana              | 4–2         | BATE Borisov      | 2–0     | 2–2          |
| Arouca              | 1–3         | Olympiacos        | 0–1     | 1–2 (s.h.p.) |
| Midtjylland         | 0–3         | Osmanlıspor       | 0–1     | 0–2          |
| Trenčín             | 2–4         | Rapid Wien        | 0–4     | 2–0          |
| Lokomotiva          | 2–4         | Genk              | 2–2     | 0–2          |
| AEK Larnaca         | 0–4         | Slovan Liberec    | 0–1     | 0–3          |
| Dinamo Tbilisi      | 0–5         | PAOK              | 0–3     | 0–2          |
| Austria Wien        | 4–2         | Rosenborg         | 2–1     | 2–1          |
| Beitar Jerusalem    | 1–2         | Saint-Étienne     | 1–2     | 0–0          |
| Vojvodina           | 0–3         | AZ                | 0–3     | 0–0          |
| Gabala              | 3–2[E]      | Maribor           | 3–1     | 0–1          |
| Slavia Prague       | 0–6         | Anderlecht        | 0–3     | 0–3          |
| Astra Giurgiu       | 2–1         | West Ham United   | 1–1     | 1–0          |
| Fenerbahçe          | 5–0         | Grasshopper       | 3–0     | 2–0          |
| Panathinaikos       | 4–1[E]      | Brøndby           | 3–0     | 1–1          |
| Krasnodar           | 4–0         | Partizani Tirana  | 4–0     | 0–0          |
| Gent                | 6–1         | Shkëndija         | 2–1     | 4–0          |
| İstanbul Başakşehir | 1–4         | Shakhtar Donetsk  | 1–2     | 0–2          |
| SønderjyskE         | 2–3         | Sparta Prague     | 0–0     | 2–3          |
| Sassuolo            | 4–1         | Red Star Belgrade | 3–0     | 1–1          |
| IFK Göteborg        | 1–3         | Qarabağ           | 1–0     | 0–3          |
| Maccabi Tel Aviv    | 3–3 (4–3 p) | Hajduk Split      | 2–1     | 1–2 (s.h.p.) |

Ghi chú
1. ^ a b Thứ tự trận đấu bị đảo ngược so với lễ bốc thăm.

## Vòng bảng
Lễ bốc thăm vòng bảng được tổ chức vào ngày 26 tháng 8 năm 2016 tại Grimaldi Forum ở Monaco. 48 đội được bốc thăm thành 12 bảng, mỗi bảng gồm 4 đội bóng với điều kiện các đội trong cùng một liên đoàn không cùng chung một bảng. Đối với lễ bốc thăm, các đội được chia thành 4 phân nhóm dựa trên hệ số câu lạc bộ của UEFA.
Trong mỗi bảng, các đội chơi với nhau 2 lượt. Những đội nhất bảng và nhì bảng trong mỗi bảng được tham gia vào vòng 32, tại đó họ được tham gia cùng với 8 đội bóng đứng vị trí thứ ba của vòng bảng UEFA Champions League 2016-17. Các trận đấu vào ngày là 15 tháng 9, 29 tháng 9 năm 20 tháng 10, 3 tháng 11, 24 tháng 11 và 8 tháng 12 năm 2016.
Tổng cộng có 21 hiệp hội quốc gia được đại diện trong giai đoạn vòng bảng. Astana, Celta Vigo, Dundalk, Hapoel Be'er Sheva, Konyaspor, Mainz 05, Manchester United, Nice, Olympiacos, Osmanlıspor, Sassuolo, Southampton và Zorya Luhansk xuất hiện lần đầu trong bảng xếp hạng UEFA Europa League (mặc dù Celta Vigo và Olympiacos đã xuất hiện trong nhóm cúp UEFA Sân khấu và Manchester United và Olympiacos đã thi đấu ở giải đấu loại UEFA Europa League sau khi giành vị trí thứ 3 trong bảng xếp hạng UEFA Champions League).
| Các tiêu chí |
| --- |
| Các đội được xếp hạng theo điểm (3 điểm cho một trận thắng, 1 điểm cho một trận hòa, 0 điểm cho một trận thua). Nếu hai hoặc nhiều đội đều bình đẳng về điểm khi kết thúc trận đấu theo nhóm, các tiêu chí sau được áp dụng theo thứ tự xác định xếp hạng (quy định Điều 17.01): 1. Số điểm cao hơn có được trong các trận đấu giữa các đội trong số các đội được đề cập; 2. Cao hơn sự khác biệt mục tiêu từ các trận đấu nhóm chơi giữa các đội đang đề cập; 3. Số bàn thắng ghi được nhiều hơn trong các trận đấu giữa các đội đang được bàn đến; 4. Số bàn thắng ghi được nhiều hơn từ sân nhà trong các trận đấu giữa các đội được chơi trong số các đội được hỏi; 5. Nếu sau khi áp dụng các tiêu chí từ 1 đến 4, các đội vẫn có xếp hạng ngang nhau, các tiêu chí từ 1 đến 4 chỉ được sử dụng lại cho các trận đấu giữa các đội trong câu hỏi để xác định thứ hạng cuối cùng của họ. Nếu thủ tục này không dẫn đến quyết định, áp dụng các tiêu chí từ 6 đến 12; 6. Cao hơn mục tiêu khác biệt trong tất cả các trận đấu nhóm; 7. Số bàn thắng ghi được trong tất cả các trận đấu của nhóm; 8. Số bàn thắng ghi được trong tất cả các trận đấu của nhóm; 9. Số lần thắng trong tất cả các trận đấu nhóm; 10. Số trận thắng nhiều hơn trong tất cả các trận đấu nhóm; 11. Điểm thấp hơn tổng số chỉ dựa trên thẻ vàng và đỏ nhận được trong tất cả các trận đấu nhóm (thẻ đỏ = 3 điểm, vàng = 1 điểm, đuổi 2 thẻ vàng trong một trận = 3 điểm); 12. Hệ số câu lạc bộ cao hơn. |

### Bảng A
| VT | Đội               | ST | T | H | B | BT | BB | HS | Đ  | Giành quyền tham dự                     |     | FEN | MU  | FEY | ZOR |
| -- | ----------------- | -- | - | - | - | -- | -- | -- | -- | --------------------------------------- | --- | --- | --- | --- | --- |
| 1  | Fenerbahçe        | 6  | 4 | 1 | 1 | 8  | 6  | +2 | 13 | Giành quyền vào vòng đấu loại trực tiếp |     | —   | 2–1 | 1–0 | 2–0 |
| 2  | Manchester United | 6  | 4 | 0 | 2 | 12 | 4  | +8 | 12 | Giành quyền vào vòng đấu loại trực tiếp |     | 4–1 | —   | 4–0 | 1–0 |
| 3  | Feyenoord         | 6  | 2 | 1 | 3 | 3  | 7  | −4 | 7  |                                         |     | 0–1 | 1–0 | —   | 1–0 |
| 4  | Zorya Luhansk     | 6  | 0 | 2 | 4 | 2  | 8  | −6 | 2  |                                         | 1–1 | 0–2 | 1–1 | —   |     |

### Bảng B
| VT | Đội        | ST | T | H | B | BT | BB | HS | Đ  | Giành quyền tham dự                     |     | APO | OLY | YB  | AST |
| -- | ---------- | -- | - | - | - | -- | -- | -- | -- | --------------------------------------- | --- | --- | --- | --- | --- |
| 1  | APOEL      | 6  | 4 | 0 | 2 | 8  | 6  | +2 | 12 | Giành quyền vào vòng đấu loại trực tiếp |     | —   | 2–0 | 1–0 | 2–1 |
| 2  | Olympiacos | 6  | 2 | 2 | 2 | 7  | 6  | +1 | 8  | Giành quyền vào vòng đấu loại trực tiếp |     | 0–1 | —   | 1–1 | 4–1 |
| 3  | Young Boys | 6  | 2 | 2 | 2 | 7  | 4  | +3 | 8  |                                         |     | 3–1 | 0–1 | —   | 3–0 |
| 4  | Astana     | 6  | 1 | 2 | 3 | 5  | 11 | −6 | 5  |                                         | 2–1 | 1–1 | 0–0 | —   |     |

### Bảng C
| VT | Đội           | ST | T | H | B | BT | BB | HS | Đ  | Giành quyền tham dự                     |     | STE | AND | MAI | GAB |
| -- | ------------- | -- | - | - | - | -- | -- | -- | -- | --------------------------------------- | --- | --- | --- | --- | --- |
| 1  | Saint-Étienne | 6  | 3 | 3 | 0 | 8  | 5  | +3 | 12 | Giành quyền vào vòng đấu loại trực tiếp |     | —   | 1–1 | 0–0 | 1–0 |
| 2  | Anderlecht    | 6  | 3 | 2 | 1 | 16 | 8  | +8 | 11 | Giành quyền vào vòng đấu loại trực tiếp |     | 2–3 | —   | 6–1 | 3–1 |
| 3  | Mainz 05      | 6  | 2 | 3 | 1 | 8  | 10 | −2 | 9  |                                         |     | 1–1 | 1–1 | —   | 2–0 |
| 4  | Gabala        | 6  | 0 | 0 | 6 | 5  | 14 | −9 | 0  |                                         | 1–2 | 1–3 | 2–3 | —   |     |

### Bảng D
| VT | Đội                    | ST | T | H | B | BT | BB | HS | Đ  | Giành quyền tham dự                     |     | ZEN | AZ  | MTA | DUN |
| -- | ---------------------- | -- | - | - | - | -- | -- | -- | -- | --------------------------------------- | --- | --- | --- | --- | --- |
| 1  | Zenit Saint Petersburg | 6  | 5 | 0 | 1 | 17 | 8  | +9 | 15 | Giành quyền vào vòng đấu loại trực tiếp |     | —   | 5–0 | 2–0 | 2–1 |
| 2  | AZ                     | 6  | 2 | 2 | 2 | 6  | 10 | −4 | 8  | Giành quyền vào vòng đấu loại trực tiếp |     | 3–2 | —   | 1–2 | 1–1 |
| 3  | Maccabi Tel Aviv       | 6  | 2 | 1 | 3 | 7  | 9  | −2 | 7  |                                         |     | 3–4 | 0–0 | —   | 2–1 |
| 4  | Dundalk                | 6  | 1 | 1 | 4 | 5  | 8  | −3 | 4  |                                         | 1–2 | 0–1 | 1–0 | —   |     |

### Bảng E
| VT | Đội            | ST | T | H | B | BT | BB | HS | Đ  | Giành quyền tham dự                     |     | ASR | AST | VPL | AWI |
| -- | -------------- | -- | - | - | - | -- | -- | -- | -- | --------------------------------------- | --- | --- | --- | --- | --- |
| 1  | Roma           | 6  | 3 | 3 | 0 | 16 | 7  | +9 | 12 | Giành quyền vào vòng đấu loại trực tiếp |     | —   | 4–0 | 4–1 | 3–3 |
| 2  | Astra Giurgiu  | 6  | 2 | 2 | 2 | 7  | 10 | −3 | 8  | Giành quyền vào vòng đấu loại trực tiếp |     | 0–0 | —   | 1–1 | 2–3 |
| 3  | Viktoria Plzeň | 6  | 1 | 3 | 2 | 7  | 10 | −3 | 6  |                                         |     | 1–1 | 1–2 | —   | 3–2 |
| 4  | Austria Wien   | 6  | 1 | 2 | 3 | 11 | 14 | −3 | 5  |                                         | 2–4 | 1–2 | 0–0 | —   |     |

### Bảng F
| VT | Đội             | ST | T | H | B | BT | BB | HS | Đ  | Giành quyền tham dự                     |     | GNK | ATH | RWI | SAS |
| -- | --------------- | -- | - | - | - | -- | -- | -- | -- | --------------------------------------- | --- | --- | --- | --- | --- |
| 1  | Genk            | 6  | 4 | 0 | 2 | 13 | 9  | +4 | 12 | Giành quyền vào vòng đấu loại trực tiếp |     | —   | 2–0 | 1–0 | 3–1 |
| 2  | Athletic Bilbao | 6  | 3 | 1 | 2 | 10 | 11 | −1 | 10 | Giành quyền vào vòng đấu loại trực tiếp |     | 5–3 | —   | 1–0 | 3–2 |
| 3  | Rapid Wien      | 6  | 1 | 3 | 2 | 7  | 8  | −1 | 6  |                                         |     | 3–2 | 1–1 | —   | 1–1 |
| 4  | Sassuolo        | 6  | 1 | 2 | 3 | 9  | 11 | −2 | 5  |                                         | 0–2 | 3–0 | 2–2 | —   |     |

### Bảng G
| VT | Đội            | ST | T | H | B | BT | BB | HS  | Đ  | Giành quyền tham dự                     |     | AJX | CEL | STA | PAT |
| -- | -------------- | -- | - | - | - | -- | -- | --- | -- | --------------------------------------- | --- | --- | --- | --- | --- |
| 1  | Ajax           | 6  | 4 | 2 | 0 | 11 | 6  | +5  | 14 | Giành quyền vào vòng đấu loại trực tiếp |     | —   | 3–2 | 1–0 | 2–0 |
| 2  | Celta Vigo     | 6  | 2 | 3 | 1 | 10 | 7  | +3  | 9  | Giành quyền vào vòng đấu loại trực tiếp |     | 2–2 | —   | 1–1 | 2–0 |
| 3  | Standard Liège | 6  | 1 | 4 | 1 | 8  | 6  | +2  | 7  |                                         |     | 1–1 | 1–1 | —   | 2–2 |
| 4  | Panathinaikos  | 6  | 0 | 1 | 5 | 3  | 13 | −10 | 1  |                                         | 1–2 | 0–2 | 0–3 | —   |     |

### Bảng H
| VT | Đội              | ST | T | H | B | BT | BB | HS  | Đ  | Giành quyền tham dự    |     | SHK | GNT | BRA | KON |
| -- | ---------------- | -- | - | - | - | -- | -- | --- | -- | ---------------------- | --- | --- | --- | --- | --- |
| 1  | Shakhtar Donetsk | 6  | 6 | 0 | 0 | 21 | 5  | +16 | 18 | Lọt vào vòng knock-out |     | —   | 5–0 | 2–0 | 4–0 |
| 2  | Gent             | 6  | 2 | 2 | 2 | 9  | 13 | −4  | 8  | Lọt vào vòng knock-out |     | 3–5 | —   | 2–2 | 2–0 |
| 3  | Braga            | 6  | 1 | 3 | 2 | 9  | 11 | −2  | 6  |                        |     | 2–4 | 1–1 | —   | 3–1 |
| 4  | Konyaspor        | 6  | 0 | 1 | 5 | 2  | 12 | −10 | 1  |                        | 0–1 | 0–1 | 1–1 | —   |     |

### Bảng I
| VT | Đội               | ST | T | H | B | BT | BB | HS | Đ  | Giành quyền tham dự    |     | S04 | KRA | RBS | NIC |
| -- | ----------------- | -- | - | - | - | -- | -- | -- | -- | ---------------------- | --- | --- | --- | --- | --- |
| 1  | Schalke 04        | 6  | 5 | 0 | 1 | 9  | 3  | +6 | 15 | Lọt vào vòng knock-out |     | —   | 2–0 | 3–1 | 2–0 |
| 2  | Krasnodar         | 6  | 2 | 1 | 3 | 8  | 8  | 0  | 7  | Lọt vào vòng knock-out |     | 0–1 | —   | 1–1 | 5–2 |
| 3  | Red Bull Salzburg | 6  | 2 | 1 | 3 | 6  | 6  | 0  | 7  |                        |     | 2–0 | 0–1 | —   | 0–1 |
| 4  | Nice              | 6  | 2 | 0 | 4 | 5  | 11 | −6 | 6  |                        | 0–1 | 2–1 | 0–2 | —   |     |

### Bảng J
| VT | Đội            | ST | T | H | B | BT | BB | HS | Đ  | Giành quyền tham dự                     |     | FIO | PAOK | QAR | LIB |
| -- | -------------- | -- | - | - | - | -- | -- | -- | -- | --------------------------------------- | --- | --- | ---- | --- | --- |
| 1  | Fiorentina     | 6  | 4 | 1 | 1 | 15 | 6  | +9 | 13 | Giành quyền vào vòng đấu loại trực tiếp |     | —   | 2–3  | 5–1 | 3–0 |
| 2  | PAOK           | 6  | 3 | 1 | 2 | 7  | 6  | +1 | 10 | Giành quyền vào vòng đấu loại trực tiếp |     | 0–0 | —    | 0–1 | 2–0 |
| 3  | Qarabağ        | 6  | 2 | 1 | 3 | 7  | 12 | −5 | 7  |                                         |     | 1–2 | 2–0  | —   | 2–2 |
| 4  | Slovan Liberec | 6  | 1 | 1 | 4 | 7  | 12 | −5 | 4  |                                         | 1–3 | 1–2 | 3–0  | —   |     |

### Bảng K
| VT | Đội                | ST | T | H | B | BT | BB | HS | Đ  | Giành quyền tham dự                     |     | SPA | HBS | SOU | INT |
| -- | ------------------ | -- | - | - | - | -- | -- | -- | -- | --------------------------------------- | --- | --- | --- | --- | --- |
| 1  | Sparta Prague      | 6  | 4 | 0 | 2 | 8  | 6  | +2 | 12 | Giành quyền vào vòng đấu loại trực tiếp |     | —   | 2–0 | 1–0 | 3–1 |
| 2  | Hapoel Be'er Sheva | 6  | 2 | 2 | 2 | 6  | 6  | 0  | 8  | Giành quyền vào vòng đấu loại trực tiếp |     | 0–1 | —   | 0–0 | 3–2 |
| 3  | Southampton        | 6  | 2 | 2 | 2 | 6  | 4  | +2 | 8  |                                         |     | 3–0 | 1–1 | —   | 2–1 |
| 4  | Internazionale     | 6  | 2 | 0 | 4 | 7  | 11 | −4 | 6  |                                         | 2–1 | 0–2 | 1–0 | —   |     |

### Bảng L
| VT | Đội              | ST | T | H | B | BT | BB | HS | Đ  | Giành quyền tham dự                     |     | OSM | VIL | ZUR | STE |
| -- | ---------------- | -- | - | - | - | -- | -- | -- | -- | --------------------------------------- | --- | --- | --- | --- | --- |
| 1  | Osmanlıspor      | 6  | 3 | 1 | 2 | 10 | 7  | +3 | 10 | Giành quyền vào vòng đấu loại trực tiếp |     | —   | 2–2 | 2–0 | 2–0 |
| 2  | Villarreal       | 6  | 2 | 3 | 1 | 9  | 8  | +1 | 9  | Giành quyền vào vòng đấu loại trực tiếp |     | 1–2 | —   | 2–1 | 2–1 |
| 3  | Zürich           | 6  | 1 | 3 | 2 | 5  | 7  | −2 | 6  |                                         |     | 2–1 | 1–1 | —   | 0–0 |
| 4  | Steaua București | 6  | 1 | 3 | 2 | 5  | 7  | −2 | 6  |                                         | 2–1 | 1–1 | 1–1 | —   |     |

## Vòng đấu loại trực tiếp
Trong vòng đấu loại trực tiếp, các đội chơi với nhau trên 2 lượt trên cơ sở một mình, ngoại trừ trận chung kết một trận. Cơ chế rút thăm cho mỗi vòng như sau:
- Trong vòng rút thăm vòng 16 đội, 8 đội chiến thắng trong nhóm đã được gieo hạt giống, và tám vận động viên của đội sẽ không được chọn làm hạt giống. Các đội hạt giống được đưa ra thi đấu lại các đội còn lại, với các đội hạt giống lưu trữ các lượt về. Không thể so sánh các đội từ cùng một nhóm hoặc hiệp hội tương tự nhau.
- Trong trận hòa cho trận tứ kết trở đi, không có hạt giống, và các đội từ cùng một nhóm hoặc cùng một liên đoàn có thể được đấu với nhau.

### Tóm tắt
| Vòng 32 đội              | Vòng 32 đội | Vòng 32 đội | Vòng 32 đội |  |                          | Vòng 16 đội    | Vòng 16 đội | Vòng 16 đội | Vòng 16 đội |  |  | Tứ kết                     | Tứ kết | Tứ kết | Tứ kết |  |  | Bán kết           | Bán kết           | Bán kết           | Bán kết   |  |  |
|                          |             |             |             |  |                          |                |             |             |             |  |  |                            |        |        |        |  |  |                   |                   |                   |           |  |  |
| Ludogorets Razgrad       | 1           | 0           | 1           |  |                          |                |             |             |             |  |  |                            |        |        |        |  |  |                   |                   |                   |           |  |  |
| Copenhagen               | 2           | 0           | 2           |  |                          | Copenhagen     | 2           | 0           | 2           |  |  |                            |        |        |        |  |  |                   |                   |                   |           |  |  |
| Legia Warsaw             | 0           | 0           | 0           |  | Ajax                     | 1              | 2           | 3           |             |  |  |                            |        |        |        |  |  |                   |                   |                   |           |  |  |
| Ajax                     | 0           | 1           | 1           |  |                          |                |             |             |             |  |  | Ajax (s.h.p.)              | 2      | 2      | 4      |  |  |                   |                   |                   |           |  |  |
| PAOK                     | 0           | 1           | 1           |  |                          |                |             |             |             |  |  | Schalke 04                 | 0      | 3      | 3      |  |  |                   |                   |                   |           |  |  |
| Schalke 04               | 3           | 1           | 4           |  |                          | Schalke 04 (a) | 1           | 2           | 3           |  |  |                            |        |        |        |  |  |                   |                   |                   |           |  |  |
| Borussia Mönchengladbach | 0           | 4           | 4           |  | Borussia Mönchengladbach | 1              | 2           | 3           |             |  |  |                            |        |        |        |  |  |                   |                   |                   |           |  |  |
| Fiorentina               | 1           | 2           | 3           |  |                          |                |             |             |             |  |  |                            |        |        |        |  |  | Ajax              | 4                 | 1                 | 5         |  |  |
| AZ                       | 1           | 1           | 2           |  |                          |                |             |             |             |  |  |                            |        |        |        |  |  | Lyon              | 1                 | 3                 | 4         |  |  |
| Lyon                     | 4           | 7           | 11          |  |                          | Lyon           | 4           | 1           | 5           |  |  |                            |        |        |        |  |  |                   |                   |                   |           |  |  |
| Villarreal               | 0           | 1           | 1           |  | Roma                     | 2              | 2           | 4           |             |  |  |                            |        |        |        |  |  |                   |                   |                   |           |  |  |
| Roma                     | 4           | 0           | 4           |  |                          |                |             |             |             |  |  | Lyon (p)                   | 2      | 1      | 3 (7)  |  |  |                   |                   |                   |           |  |  |
| Olympiacos               | 0           | 3           | 3           |  |                          |                |             |             |             |  |  | Beşiktaş                   | 1      | 2      | 3 (6)  |  |  | Chung kết         | Chung kết         | Chung kết         | Chung kết |  |  |
| Osmanlıspor              | 0           | 0           | 0           |  |                          | Olympiacos     | 1           | 1           | 2           |  |  |                            |        |        |        |  |  | Chung kết         | Chung kết         | Chung kết         | Chung kết |  |  |
| Hapoel Be'er Sheva       | 1           | 1           | 2           |  | Beşiktaş                 | 1              | 4           | 5           |             |  |  |                            |        |        |        |  |  |                   |                   |                   |           |  |  |
| Beşiktaş                 | 3           | 2           | 5           |  |                          |                |             |             |             |  |  |                            |        |        |        |  |  | Ajax              | Ajax              | Ajax              | 0         |  |  |
| Celta Vigo (s.h.p.)      | 0           | 2           | 2           |  |                          |                |             |             |             |  |  |                            |        |        |        |  |  | Manchester United | Manchester United | Manchester United | 2         |  |  |
| Shakhtar Donetsk         | 1           | 0           | 1           |  |                          | Celta Vigo     | 2           | 2           | 4           |  |  |                            |        |        |        |  |  |                   |                   |                   |           |  |  |
| Krasnodar                | 1           | 1           | 2           |  | Krasnodar                | 1              | 0           | 1           |             |  |  |                            |        |        |        |  |  |                   |                   |                   |           |  |  |
| Fenerbahçe               | 0           | 1           | 1           |  |                          |                |             |             |             |  |  | Celta Vigo                 | 3      | 1      | 4      |  |  |                   |                   |                   |           |  |  |
| Gent                     | 1           | 2           | 3           |  |                          |                |             |             |             |  |  | Genk                       | 2      | 1      | 3      |  |  |                   |                   |                   |           |  |  |
| Tottenham Hotspur        | 0           | 2           | 2           |  |                          | Gent           | 2           | 1           | 3           |  |  |                            |        |        |        |  |  |                   |                   |                   |           |  |  |
| Astra Giurgiu            | 2           | 0           | 2           |  | Genk                     | 5              | 1           | 6           |             |  |  |                            |        |        |        |  |  |                   |                   |                   |           |  |  |
| Genk                     | 2           | 1           | 3           |  |                          |                |             |             |             |  |  |                            |        |        |        |  |  | Celta Vigo        | 0                 | 1                 | 1         |  |  |
| Athletic Bilbao          | 3           | 0           | 3           |  |                          |                |             |             |             |  |  |                            |        |        |        |  |  | Manchester United | 1                 | 1                 | 2         |  |  |
| APOEL                    | 2           | 2           | 4           |  |                          | APOEL          | 0           | 0           | 0           |  |  |                            |        |        |        |  |  |                   |                   |                   |           |  |  |
| Anderlecht (a)           | 2           | 1           | 3           |  | Anderlecht               | 1              | 1           | 2           |             |  |  |                            |        |        |        |  |  |                   |                   |                   |           |  |  |
| Zenit Saint Petersburg   | 0           | 3           | 3           |  |                          |                |             |             |             |  |  | Anderlecht                 | 1      | 1      | 2      |  |  |                   |                   |                   |           |  |  |
| Rostov                   | 4           | 1           | 5           |  |                          |                |             |             |             |  |  | Manchester United (s.h.p.) | 1      | 2      | 3      |  |  |                   |                   |                   |           |  |  |
| Sparta Prague            | 0           | 1           | 1           |  |                          | Rostov         | 1           | 0           | 1           |  |  |                            |        |        |        |  |  |                   |                   |                   |           |  |  |
| Manchester United        | 3           | 1           | 4           |  | Manchester United        | 1              | 1           | 2           |             |  |  |                            |        |        |        |  |  |                   |                   |                   |           |  |  |
| Saint-Étienne            | 0           | 0           | 0           |  |                          |                |             |             |             |  |  |                            |        |        |        |  |  |                   |                   |                   |           |  |  |

## Vòng 32 đội
Lễ bốc thăm được tổ chức vào ngày 12 tháng 12 năm 2016. Lượt đi đã chơi vào ngày 16 tháng 2, và lượt về đã chơi vào ngày 22 và 23 tháng 2 năm 2017.

### Tóm tắt
| Đội 1                    | TTS     | Đội 2                  | Lượt đi | Lượt về      |
| ------------------------ | ------- | ---------------------- | ------- | ------------ |
| Athletic Bilbao          | 3–4     | APOEL                  | 3–2     | 0–2          |
| Legia Warsaw             | 0–1     | Ajax                   | 0–0     | 0–1          |
| Anderlecht               | 3–3 (a) | Zenit Saint Petersburg | 2–0     | 1–3          |
| Astra Giurgiu            | 2–3     | Genk                   | 2–2     | 0–1          |
| Manchester United        | 4–0     | Saint-Étienne          | 3–0     | 1–0          |
| Villarreal               | 1–4     | Roma                   | 0–4     | 1–0          |
| Ludogorets Razgrad       | 1–2     | Copenhagen             | 1–2     | 0–0          |
| Celta Vigo               | 2–1     | Shakhtar Donetsk       | 0–1     | 2–0 (s.h.p.) |
| Olympiacos               | 3–0     | Osmanlıspor            | 0–0     | 3–0          |
| Gent                     | 3–2     | Tottenham Hotspur      | 1–0     | 2–2          |
| Rostov                   | 5–1     | Sparta Prague          | 4–0     | 1–1          |
| Krasnodar                | 2–1     | Fenerbahçe             | 1–0     | 1–1          |
| Borussia Mönchengladbach | 4–3     | Fiorentina             | 0–1     | 4–2          |
| AZ                       | 2–11    | Lyon                   | 1–4     | 1–7          |
| Hapoel Be'er Sheva       | 2–5     | Beşiktaş               | 1–3     | 1–2          |
| PAOK                     | 1–4     | Schalke 04             | 0–3     | 1–1          |

### Các trận đấu
| Athletic Bilbao                                 | 3–2      | APOEL                        |
| ----------------------------------------------- | -------- | ---------------------------- |
| - Merkis 38' (l.n.) - Aduriz 61' - Williams 72' | Chi tiết | - Efrem 36' - Gianniotas 89' |

| APOEL                                   | 2–0      | Athletic Bilbao |
| --------------------------------------- | -------- | --------------- |
| - Sotiriou 46' - Gianniotas 54' (ph.đ.) | Chi tiết |                 |

APOEL thắng với tổng tỷ số 4–3.
| Legia Warsaw | 0–0      | Ajax |
| ------------ | -------- | ---- |
|              | Chi tiết |      |

| Ajax          | 1–0      | Legia Warsaw |
| ------------- | -------- | ------------ |
| Viergever 49' | Chi tiết |              |

Ajax thắng với tổng tỷ số 1–0.
| Anderlecht         | 2–0      | Zenit Saint Petersburg |
| ------------------ | -------- | ---------------------- |
| Acheampong 5', 31' | Chi tiết |                        |

| Zenit Saint Petersburg           | 3–1      | Anderlecht       |
| -------------------------------- | -------- | ---------------- |
| - Giuliano 24', 78' - Dzyuba 72' | Chi tiết | Kiese Thelin 90' |

Tổng tỷ số hòa 3–3. Anderlecht thắng nhờ có bàn thắng sân khách.
| Astra Giurgiu            | 2–2      | Genk                          |
| ------------------------ | -------- | ----------------------------- |
| - Budescu 43' - Seto 90' | Chi tiết | - Castagne 25' - Trossard 83' |

| Genk        | 1–0      | Astra Giurgiu |
| ----------- | -------- | ------------- |
| Pozuelo 67' | Chi tiết |               |

Genk thắng với tổng tỷ số 3–2.
| Manchester United                 | 3–0      | Saint-Étienne |
| --------------------------------- | -------- | ------------- |
| Ibrahimović 15', 75', 88' (ph.đ.) | Chi tiết |               |

| Saint-Étienne | 0–1      | Manchester United |
| ------------- | -------- | ----------------- |
|               | Chi tiết | Mkhitaryan 17'    |

Manchester United thắng với tổng tỷ số 4–0.
| Villarreal | 0–4      | Roma                                |
| ---------- | -------- | ----------------------------------- |
|            | Chi tiết | - Emerson 32' - Džeko 65', 79', 86' |

| Roma | 0–1      | Villarreal |
| ---- | -------- | ---------- |
|      | Chi tiết | Borré 15'  |

Roma thắng với tổng tỷ số 4–1.
| Ludogorets Razgrad | 1–2      | Copenhagen                       |
| ------------------ | -------- | -------------------------------- |
| Keșerü 81'         | Chi tiết | - Anicet 2' (l.n.) - Toutouh 53' |

| Copenhagen | 0–0      | Ludogorets Razgrad |
| ---------- | -------- | ------------------ |
|            | Chi tiết |                    |

Copenhagen thắng với tổng tỷ số 2–1.
| Celta Vigo | 0–1      | Shakhtar Donetsk |
| ---------- | -------- | ---------------- |
|            | Chi tiết | Leschuk 27'      |

| Shakhtar Donetsk | 0–2 (s.h.p.) | Celta Vigo                          |
| ---------------- | ------------ | ----------------------------------- |
|                  | Chi tiết     | - Aspas 90+1' (ph.đ.) - Cabral 108' |

Celta Vigo thắng với tổng tỷ số 2–1.
| Olympiacos | 0–0      | Osmanlıspor |
| ---------- | -------- | ----------- |
|            | Chi tiết |             |

| Osmanlıspor | 0–3      | Olympiacos                              |
| ----------- | -------- | --------------------------------------- |
|             | Chi tiết | - Ansarifard 47', 86' - Elyounoussi 70' |

Olympiacos thắng với tổng tỷ số 3–0.
| Gent       | 1–0      | Tottenham Hotspur |
| ---------- | -------- | ----------------- |
| Perbet 59' | Chi tiết |                   |

| Tottenham Hotspur           | 2–2      | Gent                           |
| --------------------------- | -------- | ------------------------------ |
| - Eriksen 10' - Wanyama 61' | Chi tiết | - Kane 20' (l.n.) - Perbet 82' |

Gent thắng với tổng tỷ số 3–2.
| Rostov                                            | 4–0      | Sparta Prague |
| ------------------------------------------------- | -------- | ------------- |
| - Mevlja 15' - Poloz 38' - Noboa 40' - Azmoun 68' | Chi tiết |               |

| Sparta Prague | 1–1      | Rostov    |
| ------------- | -------- | --------- |
| Karavayev 84' | Chi tiết | Poloz 13' |

Rostov thắng với tổng tỷ số 5–1.
| Krasnodar   | 1–0      | Fenerbahçe |
| ----------- | -------- | ---------- |
| Claesson 4' | Chi tiết |            |

| Fenerbahçe | 1–1      | Krasnodar |
| ---------- | -------- | --------- |
| Souza 41'  | Chi tiết | Smolov 7' |

Krasnodar thắng với tổng tỷ số 2–1.
| Borussia Mönchengladbach | 0–1      | Fiorentina       |
| ------------------------ | -------- | ---------------- |
|                          | Chi tiết | Bernardeschi 44' |

| Fiorentina                 | 2–4      | Borussia Mönchengladbach                         |
| -------------------------- | -------- | ------------------------------------------------ |
| - Kalinić 16' - Valero 29' | Chi tiết | - Stindl 44' (ph.đ.), 47', 55' - Christensen 60' |

Borussia Mönchengladbach thắng với tổng tỷ số 4–3.
| AZ                      | 1–4      | Lyon                                               |
| ----------------------- | -------- | -------------------------------------------------- |
| Jahanbakhsh 68' (ph.đ.) | Chi tiết | - Tousart 26' - Lacazette 45+2', 57' - Ferri 90+5' |

| Lyon                                                                      | 7–1      | AZ         |
| ------------------------------------------------------------------------- | -------- | ---------- |
| - Fekir 5', 27', 78' - Cornet 17' - Darder 34' - Aouar 87' - Diakhaby 89' | Chi tiết | Garcia 26' |

Lyon thắng với tổng tỷ số 11–2.
| Hapoel Be'er Sheva | 1–3      | Beşiktaş                                           |
| ------------------ | -------- | -------------------------------------------------- |
| Barda 44'          | Chi tiết | - Soares 42' (l.n.) - Tosun 60' - Hutchinson 90+3' |

| Beşiktaş                    | 2–1      | Hapoel Be'er Sheva |
| --------------------------- | -------- | ------------------ |
| - Aboubakar 17' - Tosun 87' | Chi tiết | Nwakaeme 64'       |

Beşiktaş thắng với tổng tỷ số 5–2.
| PAOK | 0–3      | Schalke 04                                    |
| ---- | -------- | --------------------------------------------- |
|      | Chi tiết | - Burgstaller 27' - Meyer 81' - Huntelaar 89' |

| Schalke 04 | 1–1      | PAOK                |
| ---------- | -------- | ------------------- |
| Schöpf 23' | Chi tiết | Nastasić 25' (l.n.) |

Schalke 04 thắng với tổng tỷ số 4–1.

## Vòng 16 đội
Lê bốc thăm được tổ chức vào ngày 24 tháng 2 năm 2017.. Lượt đi đã chơi vào ngày 9 tháng 3, và lượt về đã chơi vào ngày 16 tháng 3 năm 2017.

### Tóm tắt
| Đội 1      | TTS     | Đội 2                    | Lượt đi | Lượt về |
| ---------- | ------- | ------------------------ | ------- | ------- |
| Celta Vigo | 4–1     | Krasnodar                | 2–1     | 2–0     |
| APOEL      | 0–2     | Anderlecht               | 0–1     | 0–1     |
| Schalke 04 | 3–3 (a) | Borussia Mönchengladbach | 1–1     | 2–2     |
| Lyon       | 5–4     | Roma                     | 4–2     | 1–2     |
| Rostov     | 1–2     | Manchester United        | 1–1     | 0–1     |
| Olympiacos | 2–5     | Beşiktaş                 | 1–1     | 1–4     |
| Gent       | 3–6     | Genk                     | 2–5     | 1–1     |
| Copenhagen | 2–3     | Ajax                     | 2–1     | 0–2     |

### Các trận đấu
| Celta Vigo               | 2–1      | Krasnodar    |
| ------------------------ | -------- | ------------ |
| - Wass 50' - Beauvue 90' | Chi tiết | Claesson 56' |

| Krasnodar | 0–2      | Celta Vigo              |
| --------- | -------- | ----------------------- |
|           | Chi tiết | - Mallo 52' - Aspas 80' |

Celta Vigo thắng với tổng tỷ số 4–1.
| APOEL | 0–1      | Anderlecht  |
| ----- | -------- | ----------- |
|       | Chi tiết | Stanciu 29' |

| Anderlecht     | 1–0      | APOEL |
| -------------- | -------- | ----- |
| Acheampong 65' | Chi tiết |       |

Anderlecht thắng với tổng tỷ số 2–0.
| Schalke 04      | 1–1      | Borussia Mönchengladbach |
| --------------- | -------- | ------------------------ |
| Burgstaller 25' | Chi tiết | Hofmann 15'              |

| Borussia Mönchengladbach         | 2–2      | Schalke 04                            |
| -------------------------------- | -------- | ------------------------------------- |
| - Christensen 26' - Dahoud 45+2' | Chi tiết | - Goretzka 54' - Bentaleb 68' (ph.đ.) |

Hòa với tổng tỷ số 3–3. Schalke 04 thắng nhờ bàn thắng sân khách.
| Lyon                                                      | 4–2      | Roma                    |
| --------------------------------------------------------- | -------- | ----------------------- |
| - Diakhaby 8' - Tolisso 47' - Fekir 74' - Lacazette 90+2' | Chi tiết | - Salah 20' - Fazio 33' |

| Roma                                 | 2–1      | Lyon         |
| ------------------------------------ | -------- | ------------ |
| - Strootman 17' - Tousart 60' (l.n.) | Chi tiết | Diakhaby 16' |

Lyon thắng với tổng tỷ số 5–4.
| Rostov       | 1–1      | Manchester United |
| ------------ | -------- | ----------------- |
| Bukharov 53' | Chi tiết | Mkhitaryan 35'    |

| Manchester United | 1–0      | Rostov |
| ----------------- | -------- | ------ |
| Mata 70'          | Chi tiết |        |

Manchester United thắng với tổng tỷ số 2–1.
| Olympiacos    | 1–1      | Beşiktaş      |
| ------------- | -------- | ------------- |
| Cambiasso 36' | Chi tiết | Aboubakar 53' |

| Beşiktaş                                     | 4–1      | Olympiacos      |
| -------------------------------------------- | -------- | --------------- |
| - Aboubakar 10' - Babel 22', 75' - Tosun 84' | Chi tiết | Elyounoussi 31' |

Beşiktaş thắng với tổng tỷ số 5–2.
| Gent                       | 2–5      | Genk                                                             |
| -------------------------- | -------- | ---------------------------------------------------------------- |
| - Kalu 27' - Coulibaly 61' | Chi tiết | - Malinovskyi 21' - Colley 33' - Samatta 41', 72' - Uronen 45+2' |

| Genk         | 1–1      | Gent              |
| ------------ | -------- | ----------------- |
| Castagne 20' | Chi tiết | L. Verstraete 84' |

Genk thắng với tổng tỷ số 6–3.
| Copenhagen                | 2–1      | Ajax        |
| ------------------------- | -------- | ----------- |
| - Falk 1' - Cornelius 60' | Chi tiết | Dolberg 32' |

| Ajax                                 | 2–0      | Copenhagen |
| ------------------------------------ | -------- | ---------- |
| - Traoré 23' - Dolberg 45+3' (ph.đ.) | Chi tiết |            |

Ajax thắng với tổng tỷ số 3–2.

## Vòng tứ kết
Lễ bốc thăm vào ngày 17 tháng 3 năm 2017. Các trận đấu lượt đi vào ngày  13 tháng 4 còn các trận đấu lượt về diễn ra vào ngày 20 tháng 4 năm 2017.

### Tóm tắt
| Đội 1      | TTS         | Đội 2             | Lượt đi | Lượt về      |
| ---------- | ----------- | ----------------- | ------- | ------------ |
| Anderlecht | 2–3         | Manchester United | 1–1     | 1–2 (s.h.p.) |
| Celta Vigo | 4–3         | Genk              | 3–2     | 1–1          |
| Ajax       | 4–3         | Schalke 04        | 2–0     | 2–3 (s.h.p.) |
| Lyon       | 3–3 (7–6 p) | Beşiktaş          | 2–1     | 1–2 (s.h.p.) |

### Các trận đấu
| Anderlecht     | 1–1      | Manchester United |
| -------------- | -------- | ----------------- |
| Dendoncker 86' | Chi tiết | Mkhitaryan 37'    |

| Manchester United                | 2–1 (s.h.p.) | Anderlecht |
| -------------------------------- | ------------ | ---------- |
| - Mkhitaryan 10' - Rashford 107' | Chi tiết     | Hanni 32'  |

Manchester United thắng với tổng tỷ số 3–2.
| Celta Vigo                             | 3–2      | Genk                       |
| -------------------------------------- | -------- | -------------------------- |
| - Sisto 15' - Aspas 18' - Guidetti 38' | Chi tiết | - Boëtius 10' - Buffel 67' |

| Genk         | 1–1      | Celta Vigo |
| ------------ | -------- | ---------- |
| Trossard 67' | Chi tiết | Sisto 63'  |

Celta Vigo thắng với tổng tỷ số 4–3.
| Ajax                      | 2–0      | Schalke 04 |
| ------------------------- | -------- | ---------- |
| Klaassen 23' (ph.đ.), 52' | Chi tiết |            |

| Schalke 04                                        | 3–2 (s.h.p.) | Ajax                           |
| ------------------------------------------------- | ------------ | ------------------------------ |
| - Goretzka 53' - Burgstaller 56' - Caligiuri 101' | Chi tiết     | - Viergever 111' - Younes 120' |

Ajax thắng với tổng tỷ số 4–3.
| Lyon                      | 2–1      | Beşiktaş  |
| ------------------------- | -------- | --------- |
| - Tolisso 83' - Morel 85' | Chi tiết | Babel 15' |

| Beşiktaş                                                                   | 2–1 (s.h.p.) | Lyon                                                                          |
| -------------------------------------------------------------------------- | ------------ | ----------------------------------------------------------------------------- |
| Talisca 27', 58'                                                           | Chi tiết     | Lacazette 34'                                                                 |
| Loạt sút luân lưu                                                          |              |                                                                               |
| - Babel - Tosun - Hutchinson - Arslan - Talisca - Uysal - Tošić - Mitrović | 6–7          | - Fekir - Tolisso - Ghezzal - Rybus - Valbuena - Diakhaby - Jallet - Gonalons |

Hòa với tổng tỷ số 3–3. Lyon thắng với tỷ số 7–6 trên chấm luân lưu 11m.

## Vòng bán kết
Lễ bốc thăm được tổ chức vào ngày 21 tháng 4 năm 2017. Lượt đi sẽ chơi vào ngày 3 và 4 tháng 5, và lượt về sẽ chơi vào ngày 11 tháng 5 năm 2017.

### Tóm tắt
| Đội 1      | TTS | Đội 2             | Lượt đi | Lượt về |
| ---------- | --- | ----------------- | ------- | ------- |
| Ajax       | 5-4 | Lyon              | 4–1     | 1–3     |
| Celta Vigo | 1-2 | Manchester United | 0-1     | 1-1     |

### Các trận đấu
| Ajax                                         | 4–1      | Lyon         |
| -------------------------------------------- | -------- | ------------ |
| - Traoré 25', 71' - Dolberg 34' - Younes 49' | Chi tiết | Valbuena 66' |

| Lyon                                         | 3–1      | Ajax        |
| -------------------------------------------- | -------- | ----------- |
| - Lacazette 45' (ph.đ.), 45+1' - Ghezzal 81' | Chi tiết | Dolberg 27' |

Ajax thắng với tổng tỷ số 5–4.
| Celta Vigo | 0–1      | Manchester United |
| ---------- | -------- | ----------------- |
|            | Chi tiết | Rashford 67'      |

| Manchester United | 1–1      | Celta Vigo    |
| ----------------- | -------- | ------------- |
| Fellaini 17'      | Chi tiết | Roncaglia 85' |

Manchester United thắng với tổng tỷ số 2–1.

## Trận chung kết
Trận chung kết sẽ chơi vào ngày 24 tháng 5 năm 2017 tại Friends Arena ở Solna, Thuỵ Điển. Đội "chủ nhà" sẽ được xác định bởi một lễ bốc thăm tổ chức trước đó là bốc thăm bán kết.
| Ajax | 0–2      | Manchester United                       |
| ---- | -------- | --------------------------------------- |
|      | Chi tiết | Paul Pogba 18' · Henrikh Mkhitaryan 48' |

## Tốp ghi bàn
Thống kê loại trừ vòng loại và vòng play-off.
Tính đến ngày 24 tháng 5 năm 2017
| Xếp hạng | Cầu thủ             | Đội bóng               | Số bàn thắng | Số phút thi đấu |
| -------- | ------------------- | ---------------------- | ------------ | --------------- |
| 1        | Edin Džeko          | Roma                   | 8            | 524             |
| 1        | Giuliano            | Zenit Saint Petersburg | 8            | 710             |
| 3        | Aritz Aduriz        | Athletic Bilbao        | 7            | 484             |
| 4        | Alexandre Lacazette | Lyon                   | 6            | 537             |
| 4        | Henrikh Mkhitaryan  | Manchester United      | 6            | 833             |
| 4        | Kasper Dolberg      | Ajax                   | 6            | 871             |
| 6        | Guillaume Hoarau    | Young Boys             | 5            | 342             |
| 6        | Nikola Kalinić      | Fiorentina             | 5            | 496             |
| 6        | Łukasz Teodorczyk   | Anderlecht             | 5            | 673             |
| 6        | Iago Aspas          | Celta Vigo             | 5            | 865             |
| 6        | Zlatan Ibrahimović  | Manchester United      | 5            | 897             |

Source: